# Дзама (станция)
Станция Дзама (яп. 座間駅 дзама эки) — железнодорожная станция на линии Одавара, расположенная в городе Дзама, префектуры Канагава. Станция расположена в 39,2 километра от конечной станции линий Одакю — Синдзюку.

## История
Станция была открыта 1 апреля 1927 года под названием Син-Дзама (яп. 新座間駅 син дзама эки). В это время находящаяся рядом станция Собудай-маэ носила название Дзама. 1 июля 1937 года станция была переименована в Дзама-Юэн (яп. 座間遊園駅), так как планировалось открыти парк развлечений в окрестностях станции. Но война помешала этим планам сбыться. И 15-октября 1941 года станция окончательно получила своё нынешнее название.
Нынешнее здание станции было построено в 1978 году.

## Планировка станции
2 пути и 2 платформы бокового типа.
| 1 | ■ Линия Одавара | Хон-Ацуги, Син-Мацуда, Одавара                         |
| 2 | ■ Линия Одавара | Сагами-Оно, Син-Юригаока, (Линия Тиёда) Аясэ, Синдзюку |

## Близлежащие станции
| «            |              | Линия                           |              | »            |
| Линия Одвара | Линия Одвара | Линия Одвара                    | Линия Одвара | Линия Одвара |
| ------------ | ------------ | ------------------------------- | ------------ | ------------ |
| Собудай-маэ  |              | Semi Express (準急)             |              | Эбина        |
| Собудай-маэ  |              | Section Semi Express (区間準急) |              | Эбина        |
| Собудай-маэ  |              | Local (各駅停車)                |              | Эбина        |